# Annickia kummeriae
Annickia kummeriae là một loài thực vật thuộc họ Annonaceae. Đây là loài đặc hữu của Tanzania.